# 種田梨沙
種田 梨沙（たねだ りさ、1988年7月12日 - ）は、日本の女性声優。東京都出身。大沢事務所所属。
代表作は、『ストライク・ザ・ブラッド』（姫柊雪菜）、『ご注文はうさぎですか?』（リゼ）、『うたわれるもの』（クオン）、『きんいろモザイク』（小路綾）、ゲーム『アイドルマスター ミリオンライブ!』（田中琴葉）、『ゾンビランドサガ』（水野愛）などである。

## 略歴
中学1年の頃に『ハリー・ポッター』シリーズのファンとなり、ファンタジー世界への憧れを深める。この頃に声優関連のラジオを聴いて吹き替えの仕事に興味を持ち始め、次第に「私も出演したい」という思いへと変わっていった。しかし、入学した中学が芸能活動禁止だったため、演技のノウハウは独学で学んでいた。
都内の美術大学デザイン科に進学、中学校・高等学校教諭1種免許（美術）を取得している。
2007年、大学生の時に『智一・美樹のラジオビッグバン』のアシスタントオーディションに合格する。両親の反対にあったが説得して、9代目のアシスタントとして約10ヶ月活動した。三上枝織とはその同期にあたる。共に実写映画『第2写真部』に生徒役で出演した。
大学在学中に大沢事務所の研修生オーディションに合格し、後に所属する。声優としてクレジットされた初仕事は、2010年5月に発売された『いちばんうしろの大魔王 ドラマ&キャラクターソングアルバム〜いちばんうしろにあるキモチ〜』のドラマパート。役名の表記がないエキストラだった。アニメは、短編映画『桜の温度』の劇中ナレーションが初めて。
2012年9月より放送の『新世界より』の渡辺早季役でテレビアニメに初主演。キャラクター名義で前期エンディング曲「割れたリンゴ」も担当した。CSテレ朝チャンネルで放送されたミニコーナー「新世界よりクロニクル」では司会もつとめた。
2015年5月7日に発売された女性ファッション雑誌「AneCan」6月号に声優として掲載された。
2016年9月1日、所属事務所より病気療養のため活動休止を発表。翌2017年8月4日、体調を考慮しながら徐々に仕事を再開することが発表された。
2022年、初のソロ番組である「Salon de Tanedaへようこそ♪」が第7回アニラジアワード(2020・2021年度)にて「BEST SOLO RADIO ひとりラジオ賞」を受賞し、さらに内山夕実とともにパーソナリティを務めるインターネットラジオ「夕実&梨沙のラフストーリーは突然に」が「BEST FEMALE RADIO 最優秀女性ラジオ賞」と「RADIO OF THE YEAR 最優秀ラジオ大賞」を受賞した。

## 人物
- 意志が強く、活発な女子役を演じることが多いという[11]。元気な女子役は、演じていて楽しいという[11]。
- 交友関係は角元明日香、山岡ゆり、日高里菜、Rhodanthe*メンバー（途中からメンバーになった諏訪彩花を含む）、『ストライク・ザ・ブラッド』メンバーなどを挙げている[11]。
- 座右の銘は、「為せば成る」[11]
- 好きな食べ物は日本的な梅干しやシソ味、抹茶系の味のもの[18]。今は肉系の食べ物が好きで、焼き肉や生肉も好む[19]。

## 休業時における代役・後任
種田の休業に伴い、持ち役を代演または引き継いだ声優は以下の通り。これらの引き継がれた役に関しては、活動再開後も復帰しておらず、降板となっている。
| 後任       | 役名                         | 概要作品                                               | 後任の初担当作品                                                              |
| ---------- | ---------------------------- | ------------------------------------------------------ | ----------------------------------------------------------------------------- |
| 水樹奈々   | 近藤妃                       | 『WWW.WORKING!!』                                      | テレビアニメ版                                                                |
| 真田アサミ | 久野里澪                     | 『CHAOS;CHILD』                                        | テレビアニメ版                                                                |
| 高橋李依   | マシュ・キリエライト         | 『Fate/Grand Order』                                   | 2016年10月更新分以降                                                          |
| 石原夏織   | ナレーション                 | 『Break Out』                                          | 2016年10月放送回                                                              |
| 金元寿子   | 薙切えりな                   | 『食戟のソーマ』                                       | 『食戟のソーマ 弐ノ皿』OVA                                                    |
| 金元寿子   | 天道花憐                     | 『ゲーマーズ!』                                        | テレビアニメ版                                                                |
| 川澄綾子   | リヴェリア・リヨス・アールヴ | 『ダンジョンに出会いを求めるのは間違っているだろうか』 | 『ソード・オラトリア ダンジョンに出会いを求めるのは間違っているだろうか外伝』 |
| 川澄綾子   | バルムンク                   | 『ファントム オブ キル』                               | 2017年4月更新分以降                                                           |
| 川澄綾子   | 青龍偃月刀                   | 『ファントム オブ キル』                               | 2017年4月更新分以降                                                           |
| 川澄綾子   | ロゥリィ・マーキュリー       | 『GATE 自衛隊 彼の地にて、斯く戦えり』                 | 『パチスロ GATE』                                                             |
| 加隈亜衣   | 白川京                       | 『妹さえいればいい。』                                 | 単行本第7巻特装版ドラマCD                                                     |
| 水瀬いのり | アルティナ・オライオン       | 『英雄伝説 閃の軌跡II』                                | 『英雄伝説 閃の軌跡III』                                                      |
| 月嶋真弓   | 朝門春日                     | 『ガールフレンド（仮）』                               | 2021年10月更新分以降                                                          |

『アイドルマスター ミリオンライブ!』のキャラクターソング「THE IDOLM@STER THE@TER ACTIVITIES 03」にはユーザー投票により、種田の演じる田中琴葉が登場予定であったが、活動休止に伴って次点だった矢吹可奈（声：木戸衣吹）が代わりに登場することが決定し、2017年3月12日に日本武道館で開催された『THE IDOLM@STER MILLION LIVE! 4thLIVE TH@NK YOU for SMILE!! DAY3 Starlight Theater』も出演を見送った。2017年6月29日にサービスを開始したシアターデイズにおいても、種田が休業中であったことからサービス開始当初は琴葉は実装されていなかったが、活動再開に伴い翌2018年2月8日よりゲームに合流している。
なお、『ストライク・ザ・ブラッド II』では声優変更はなく、2016年11月発売予定の種田の演じる姫柊雪菜のキャラクターソングアルバムは予定通り発売されたほか、『きんいろモザイク Pretty Days』についても、活動休止前に収録を完了していたため、予定通りに公開された。
休業中は「この先続けられるのか、辞めた方がいいのではないか」と不安に陥ったと語っている。

## 出演
太字はメインキャラクター。

### テレビアニメ
2012年
- TARI TARI（上野みどり）
- AKB0048（2012年 - 2013年、友歌の弟） - 2シリーズ
- 恋と選挙とチョコレート（女子生徒、女子生徒C）
- 夏雪ランデブー（クール）
- 探検ドリランド（人魚姫セーラ）
- 新世界より（2012年 - 2013年、渡辺早季）
- 好きっていいなよ。（及川あさみ）
- バトルスピリッツ ソードアイズ（2012年 - 2013年、女性B、メイド、少女、サミー）
- To LOVEる -とらぶる- ダークネス（美少女キャラ）
- ふしぎのヤッポ島 プキプキとポイ

2013年
- 俺の彼女と幼なじみが修羅場すぎる（遊井カオル）
- 琴浦さん（ゆーちゃん、女子生徒）
- 僕は友達が少ないNEXT（シェンファ）
- マギ The labyrinth of magic（ティアレ）
- ゆゆ式（日向縁）
- とある科学の超電磁砲S（女子生徒）
- 翠星のガルガンティア（パラエム）
- はたらく魔王さま！（女の子）
- ロウきゅーぶ!SS（藤井雅美）
- きんいろモザイク（2013年 - 2015年、小路綾） - 2シリーズ
- げんしけん 二代目（藤）
- ハイスクールD×D シリーズ（2013年 - 2018年、ゼノヴィア） - 3シリーズ
- ガイストクラッシャー（2013年 - 2014年、桜さんご）
- 境界の彼方（栗山未来）
- ストライク・ザ・ブラッド（2013年 - 2014年、姫柊雪菜）
- 夜桜四重奏 〜ハナノウタ〜（2丁目の子A、女の子2、少女）
- 東京レイヴンズ（2013年 - 2014年、春虎〈幼少期〉、女子A、女子生徒）
- ゴールデンタイム（勧誘員）
- 機巧少女は傷つかない（セドリック・グランビル / アリス・バーンスタイン）

2014年
- 最近、妹のようすがちょっとおかしいんだが。（女子生徒）
- レディ ジュエルペット（2014年 - 2015年、レディ・リリアン）
- 極黒のブリュンヒルデ（黒羽寧子 / クロネコ）
- ノーゲーム・ノーライフ（QUEEN）
- ご注文はうさぎですか?（2014年 - 2020年、リゼ） - 3シリーズ
- テンカイナイト（2014年 - 2015年、蜂須賀チュウキ / ライデンドール）
- M3〜ソノ黒キ鋼〜（幼ヘイト）
- 彼女がフラグをおられたら（No.0）
- selector infected WIXOSS（繭 / 謎の少女） - 2シリーズ
- グラスリップ（永宮幸）
- 異能バトルは日常系のなかで（高梨彩弓）
- 四月は君の嘘（2014年 - 2015年、宮園かをり）
- ログ・ホライズン2（2014年 - 2015年、セイネ、チカ、セジン）

2015年
- ローリング☆ガールズ（響逢衣、女子生徒）
- 艦隊これくしょん -艦これ-（那智、足柄、羽黒）
- 食戟のソーマ（2015年 - 2016年、薙切えりな） - 2シリーズ
- ダンジョンに出会いを求めるのは間違っているだろうか（リヴェリア・リヨス・アールヴ）
- 空戦魔導士候補生の教官（ユーリ・フロストル）
- GATE 自衛隊 彼の地にて、斯く戦えり（2015年 - 2016年、ロゥリィ・マーキュリー）- 2シリーズ
- 電波教師（西九条まとめ）
- うたわれるもの 偽りの仮面（2015年 - 2016年、クオン）

2016年
- ラクエンロジック（揺音玉姫）
- 蒼の彼方のフォーリズム（佐藤院麗子）
- ファンタシースターオンライン2 ジ アニメーション（ヒツギ）
- 最弱無敗の神装機竜（セリスティア・ラルグリス）
- ねじ巻き精霊戦記 天鏡のアルデラミン（ヤトリシノ・イグセム）

2017年
- ハンドシェイカー（女子生徒）

2018年
- 刀使ノ巫女（十条篝）
- 伊藤潤二『コレクション』（唯）
- Lostorage conflated WIXOSS（繭）
- Butlers〜千年百年物語〜（三上早月）
- ゾンビランドサガ（2018年 - 2021年、水野愛、愛似のおてんば娘） - 2シリーズ
- RELEASE THE SPYCE（テレジア）
- マンガで分かる!Fate/Grand Order（清姫）

2019年
- グリムノーツ The Animation（赤ずきん、子供B、協会の女性A、ジャック、三月ウサギ）
- アズールレーン（2019年 - 2020年、瑞鶴、翔鶴、シグニット）
- 俺を好きなのはお前だけかよ（チェリー〈桜原桃〉）

2020年
- どるふろ -狂乱篇-（M1ガーランド）

2021年
- アズールレーン びそくぜんしんっ!（瑞鶴、翔鶴）

2022年
- ドールズフロントライン（MG3）
- プリンセスコネクト!Re:Dive Season 2（ユイ）
- うたわれるもの 二人の白皇（クオン）
- 「艦これ」いつかあの海で（那智、足柄）
- アークナイツ（2022年 - 2025年、メテオリーテ） - 3シリーズ

2023年
- ゾン100〜ゾンビになるまでにしたい100のこと〜（ゾンビィ3）
- アイドルマスター ミリオンライブ!（田中琴葉）

### 劇場アニメ
2013年
- 劇場版 空の境界 未来福音 extra chorus（宮月理々栖）
- 劇場版 とある魔術の禁書目録 -エンデュミオンの奇蹟-（ジェーン＝エルブス）
- 劇場版 花咲くいろは HOME SWEET HOME（少年A）
- 劇場版 あの日見た花の名前を僕達はまだ知らない。（少年B）

2015年
- 劇場版 境界の彼方 -I'LL BE HERE-（栗山未来）
- ラブライブ!The School Idol Movie（スクールアイドル）

2016年
- ガラスの花と壊す世界（デュアル）
- CYBORG009 CALL OF JUSTICE（003 / フランソワーズ・アルヌール）
- 劇場版selector destructed WIXOSS（繭）
- 劇場版 艦これ（明石、妙高、那智、足柄、羽黒）

2021年
- 劇場版 きんいろモザイク Thank You!!（小路綾）

2025年
- ゾンビランドサガ ゆめぎんがパラダイス（水野愛）

### OVA
2012年
- アラタなるセカイ（八草）
- 乃木坂春香の秘密 ふぃな〜れ♪（大和小泉桃花）

2015年
- ストライク・ザ・ブラッド（2015年 - 2022年、姫柊雪菜） - 5シリーズ + スペシャルOVA
- ハイスクールD×Dシリーズ（ゼノヴィア） - DX.1・DX.2 BD付限定版

2016年
- きんいろモザイク Pretty Days（小路綾）
- 食戟のソーマ（薙切えりな） - コミックス第18・19巻DVD付き限定版

2017年
- ゆゆ式 OVA 困らせたり、困らされたり（日向縁）
- ご注文はうさぎですか??シリーズ（2017年 - 2019年、リゼ） - 2作品

2020年
- 俺を好きなのはお前だけかよ〜俺たちのゲームセット〜（チェリー〈桜原桃〉）

### Webアニメ
- スーパーショートコミックス（2015年、アンドロイド選手[115]）
- ニンジャスレイヤー フロムアニメイシヨン（2015年、ドラゴン・ユカノ / アムニジア[116] / マナメ[117]、電子広告）
- ブルーアーカイブ 1.5周年記念ショートアニメーション（2022年、白洲アズサ）
- Fate/Grand Order 藤丸立香はわからない Season2（2024年、清姫）

### ゲーム
2012年
- Glass Heart Princess（愛佳）

2013年
- アイドルマスター ミリオンライブ!（2013年 - 2018年、田中琴葉）
- 艦隊これくしょん -艦これ-（2013年 - 2022年、祥鳳、妙高、那智、足柄、羽黒、五月雨、涼風、明石 / アイテム屋娘） - 3作品
- ガンダムブレイカー
- ガイストクラッシャー（桜さんご）
- 怪人ランブル（副官）
- Glass Heart Princess:PLATINUM（愛佳）

2014年
- ゴールデンタイム Vivid Memories（勧誘員）
- ロウきゅーぶ! ないしょのシャッターチャンス（藤井雅美）
- 電撃文庫 FIGHTING CLIMAX / IGNITION（2014年 - 2015年、姫柊雪菜） - 2作品
- 英雄伝説 閃の軌跡 II（アルティナ・オライオン）
- グランブルーファンタジー（2014年 - 2024年、アステール）
- CHAOS;CHILD（久野里澪）
- スクールガールストライカーズ/2（2014年 - 2019年、千年夕依）
- コアマスターズ（カズ）
- 神撃のバハムート（リナ、レナ）
- 新・世界樹の迷宮2 ファフニールの騎士（アリアンナ）
- 零 濡鴉ノ巫女（不来方夕莉）
- ハイスクールD×D NEW FIGHT（ゼノヴィア）
- ファントム オブ キル（バルムンク〈初代〉、青龍偃月刀〈初代〉）
- ぷよぷよ シリーズ（2014年  - 2022年、ハーピー） - 4作品
- MIRROR WAR Reincarnation of Holiness（ウィッチ）
- 桃色大戦ぱいろん（皆川麗華）
- 嫁コレ（姫柊雪菜、リゼ、ゼノヴィア、クオン）

2015年
- うたわれるもの シリーズ（2015年 - 2021年、クオン） - 6作品
- ウチの姫さまがいちばんカワイイ（紅茶姫 リゼ・ベルガモット）
- ガールフレンド（仮）（2015年 - 2019年、朝門春日〈初代〉、リゼ） - 2作品
- 家電少女（りりか、ひろみ）
- 幻影異聞録♯FE（パオラ）
- ザクセスヘブン リベリオン（珊瑚）
- 食戟のソーマ 友情と絆の一皿（薙切えりな）
- 白猫プロジェクト（ブランシュ・ロザリウム）
- ソウル・オブ・セブンス（メロ）
- トラウマスター（天乃川遥）
- ドラゴンクエストVIII 空と海と大地と呪われし姫君（ミーティア）
- 猫耳さばいばー!（アラメルダ、カレッサ）
- ハイスクールD×D ソーシャルゲーム（ゼノヴィア）
- VALKYRIE DRIVE -BHIKKHUNI-（月影小春）
- ファンタシースターオンライン2 es（恋鳳凰）
- Fate/Grand Order（2015年 - 2025年、マシュ・キリエライト〈初代〉、マリー・アントワネット、マタ・ハリ、清姫） - 2作品
- プリンセスコネクト!（草野優衣）
- 魔法科高校の劣等生 LOST ZERO（令ノ宮あやな）
- ミラクルガールズフェスティバル（小路綾、リゼ）
- LORD of VERMILION ARENA（トキワ・マヒロ）

2016年
- オーバーウォッチ（D.VA）
- グリムノーツ（ジャック、赤ずきん、三月うさぎ、オデット・オディール）
- GATE ブレイブ スクランブル（ロゥリィ・マーキュリー）
- ご注文はうさぎですか?? Wonderful Party!（リゼ）
- 三国志繚乱バトル（大喬）
- 少女たちは荒野を目指す
- 食戟のソーマ 最饗のレシピ おかわり!!（薙切えりな）
- ソウルワーカー（ステラ・ユニベル）
- 誰ガ為のアルケミスト（ミアンヌ）
- チェインクロニクル（クオン、スウ）
- トラウマスター∞（天乃川遥）
- ねじ巻き精霊戦記 天鏡のアルデラミン ROAD OF ROYAL KNIGHTS（ヤトリシノ・イグセム）
- HIT（飛燕）
- ファンタシースターオンライン2（ヒツギ）
- マギアコネクト（ラクシュミ、レティシア、クレア）
- リーリヤのおともだち（アラメルダ）

2017年
- 戦場のツインテール（アスマイ）
- グリモア〜私立グリモワール魔法学園〜（リゼ）
- ららマジ（橘アンナ）
- ファイアーエムブレム ヒーローズ（2017年 - 2025年、パオラ、イドゥン）
- あくしず戦姫 〜戦場を駆ける乙女たち〜（セラフィーヌ・E・F・フィヌケーン、大鳳）
- ファイアーエムブレム Echoes もうひとりの英雄王（パオラ）
- GOD WARS 〜時をこえて〜（ウズメ）
- スマッシュ&マジック（セラ）
- アズールレーン（翔鶴、瑞鶴、シグニット、クオン）
- デスティニーチャイルド（ダナ）
- きららファンタジア（2017年 - 2022年、日向縁、小路綾、リゼ）

2018年
- アイドルマスター ミリオンライブ! シアターデイズ（2018年 - 2024年、田中琴葉）
- プリンセスコネクト！Re:Dive（2018年 - 2024年、ユイ / 草野優衣）
- 戦国ASURA（上杉謙信）
- 刀使ノ巫女 刻みし一閃の燈火（柊篝）
- クイズRPG 魔法使いと黒猫のウィズ（イスカ・ニルヴァ）
- テリアサーガ（ニーナ）
- デジモンリアライズ（エリスモン）
- 御城プロジェクト:RE（ダノター城、膳所城）
- アビス・ホライズン（ウォースパイト、他）
- 電撃文庫：CROSSING VOID（姫柊雪菜） - 海外向けアプリゲーム
- 大乱闘スマッシュブラザーズ SPECIAL（不来方夕莉）
- ドラガリアロスト（サザンカ）

2019年
- 伝説対決 -Arena of Valor  -（ヴァイオレット）
- RELEASE THE SPYCE secret fragrance（テレジア）
- グラフィティスマッシュ（ナナリー）
- グリモアA〜私立グリモワール魔法学園〜（水野愛）
- 蒼藍の誓い ブルーオース（神通、ネルソン）
- うたわれるもの ロストフラグ（2019年 - 2023年、クオン、ユカウラ、リンネ）

2020年
- アークナイツ（2020年 - 2024年、エイヤフィヤトラ、メテオリーテ）
- 魂器学院（風魔朧）
- ビーナスイレブンびびっど！（ゼノヴィア）
- ワールドフリッパー（水野愛）
- ファイナルギア -重装戦姫-（ナターシャ、ノーヴァ）
- イリュージョンコネクト（2020年 - 2021年、茉莉、ライジーア、水野愛）

2021年
- ドラゴンクエストライバルズ（ミーティア姫）
- ダンジョンに出会いを求めるのは間違っているだろうか 〜メモリア・フレーゼ〜（姫柊雪菜）
- ブルーアーカイブ -Blue Archive-（2021年 - 2022年、白洲アズサ）

2022年
- アイドルマスター スターリットシーズン（田中琴葉） - DLC追加キャラクター
- プリコネ！グランドマスターズ（ユイ）
- ウィクロスマルチバース（マユ〈タマ / イオナ〉）
- 義賊探偵ノスリ（クオン）

2023年
- 機動戦士ガンダム U.C. ENGAGE（イセリナ・エッシェンバッハ）

### ドラマCD
2010年
- いちばんうしろの大魔王 ドラマ&キャラクターソングアルバム〜いちばんうしろにあるキモチ〜（女子生徒B）

2012年
- バナナは姉に入りますか?（悠二 幼少期） - 『チャンピオンREDいちご』 Vol.34 2012年11月号付録
- ヒカルが地球にいたころ……（幼いヒカル） - 単行本第5巻ドラマCD同梱版

2013年
- 境界の彼方 ドラマCD スラップスティック文芸部（栗山未来）

2014年
- 空戦魔導士候補生の教官 （ユーリ・フロストル）
- 猫と私の金曜日（モス子） - 『マーガレット』2014年9号付録、単行本第8巻ドラマCD同梱版
- 日々蝶々（ゆり） - 『マーガレット』2014年24号、2015年1号付録
- 百錬の覇王と聖約の戦乙女（ジークルーネ）
- ふしぎ荘＋住人×住人X〜X'mas Special〜(おはぎ）
- 魔法少女育成計画 in Dreamland（シャドウゲール）
- 魔法少女OverAge ボイスドラマ

2015年
- WEB版 WORKING!!（近藤妃） - 第3巻ドラマCD付き初回限定特装版
- Fate/Grand Order シリーズ（マシュ・キリエライト） - 2作品
- 魔技科の剣士と召喚魔王 ドラマCD（林崎鼎）
- Z/X -Zillions of enemy X- NC DramaCD  (4)「てめぇらオレの邪魔すんな！」（五頭領 天眼忍者ウェアジャガー）

2016年
- 妹さえいればいい。（白川京） - 単行本第4巻ドラマCD同梱版

2019年
- 世界で一番おっぱいが好き! （春見はな） - ドラマCD付き第3・4巻特装版

### 吹き替え
- サイレントヒル: リベレーション3D（2013年、スキ〈ヘザー・マークス〉[220]）
- ムービー43（2014年、アマンダ〈クロエ・グレース・モレッツ〉）
- シーラとプリンセス戦士（2018年 - 2020年、グリマー）

### デジタルコミック
- VOMIC γ -ガンマ-（北鹿海鵬）

### ラジオ
※はインターネット配信。
- 智一・美樹のラジオビッグバン （2007年 - 2008年、文化放送）9代目アシスタント
- 恋愛トークバラエティ「好きなよ。部」（2012年 - 2013年、超!A&G+※）
- ハイスクールRADIO×RADIO 〜略してレディレディ!〜（2013年[221]、HiBiKi Radio Station※）
- ストブらじお 雪菜と凪沙のおとなり放送局（2013年 - 2014年、音泉※・HiBiKi Radio Station※）
- 境界の彼方 ふゆかいラジオ（2013年 - 2014年[222]、音泉※）
- 種田梨沙と新田恵海の新種ラジオ（2014年[223]、超!A&G+※）
- グラスリップ〜カゼミチラジオ〜（2014年[224]、音泉※・HiBiKi Radio Station※）
- 『四月』じゃないよ、『君嘘』だよ。ラジオ（2014年 - 2015年[225]、音泉※）
- Rhodanthe*のおしゃべりモザイク（2015年 - 2022年[226]、FlyingDog※）
- 食戟のソーマ 〜種田高橋料理學園〜（2015年[227]、音泉※）
- 夕実&梨沙の東京ラフストーリー（2015年 - 2016年、超!A&G+※）
- ご注文はラジオですか??〜ラビットハウスへようこそ〜（2015年[228][229]、音泉※・HiBiKi Radio Station※）
- ねじ巻き精霊戦記 天鏡のアルデラミンwebラジオ 種田いのり帝国（2016年[230]、音泉※）
- 食戟のソーマ弐ノ皿presents 種田高橋の おあがりよ、まつおかさん!（2016年[231]、音泉※）
- ご注文はラジオですか??〜WELCOME【う・さ!】〜（2018年 - 2019年、文化放送）[232]
- Salon de Tanedaへようこそ♪ (2020年 - 、音泉※)[233]
- 夕実&梨沙のラフストーリーは突然に（2020年 - 、超!A&G+※ → QloveR※）[234]

### 映画
- 第2写真部（2009年）ミキ 役[235]
- タリウム少女の毒殺日記（2013年）少女の声[236]

### テレビ番組
- きゅんいろモザイク（2013年、YouTube[237]）
- Break Out（2014年 - 2016年、テレビ朝日）ナレーション
- アニメマシテ（2014年6月30日・7月7日、テレビ東京）MC

### CM
- 富士見ファンタジア文庫 2015年3月編TVCM「ゲーマーズ!」（天道花憐）[238][239]

### 映像作品
- 宝探し 探偵学園エデン 〜怪盗アビルからの挑戦〜（2014年）
- THE IDOLM@STER MILLION LIVE! 1stLIVE HAPPY☆PERFORM@NCE!! Blu-ray Day2（2014年）[240]
- Rhodanthe* Special Live BD 2014 「ハロー＊コンニチハ!!」＠Zepp Tokyo（2014年）[241]
- Rhodanthe* New Year Concert 2016 BD「FIRST*MODE」＠東京国際フォーラムホールA（2016年）[242]
- THE IDOLM@STER MILLION LIVE! 3rdLIVE TOUR BELIEVE MY DRE@M!! LIVE Blu-ray 05@HUKUOKA（2017年）[243]
- THE IDOLM@STER MILLION LIVE! 5thLIVE BRAND NEW PERFORM@NCE!!! LIVE Blu-ray COMPLETE THE@TER（2019年[244]）
- THE IDOLM@STER MILLION LIVE! 6thLIVE TOUR UNI-ON@IR!!!! LIVE Blu-ray Princess STATION @KOBE（2020年[245]）
- THE IDOLM@STER MILLION LIVE! 6thLIVE TOUR UNI-ON@IR!!!! SPECIAL LIVE Blu-ray DAY2（2020年[246]）
- THE IDOLM@STER MILLION LIVE! 7thLIVE Q@MP FLYER!!! Reburn LIVE Blu-ray DAY2（2022年）[247][248][249]
- Rhodanthe* Music Festival 2022 「大感謝!!」 ＠ぴあアリーナMM（2023年）[250]

### パチンコ・パチスロ
- CRバスタード!! -暗黒の破壊神-（2016年、ティア・ノート・ヨーコ）
- Pフィーバー アイドルマスター ミリオンライブ!（2021年、田中琴葉[251]）
- パチスロ アイドルマスター ミリオンライブ!（2021年、田中琴葉[252]）

### その他コンテンツ
- 京極堂 逢魔の闇（サウンドアトラクション[253]）
- しゃべってキャラ ミニブシ（石田ミツナリ[254]）
- PRIUS! IMPOSSIBLE GIRLS（07 高剛性ボディ[255]）
- この世界がゲームだと俺だけが知っている 第1巻購入特典DLオーディオドラマ（2013年、ミツキ[256]）
- Fate/Grand Order×リアル脱出ゲーム「謎特異点Ⅱ ピラミッドからの脱出」（2019年、マリー・アントワネット[257]）
- 目覚ましアプリ『ストライク・ザ・ブラッド アラーム 〜暁の日常篇〜』（2019年、姫柊雪菜）
- 異世界のんびり農家 購入特典ボイスカード（2020年、ルー[258]）

## ディスコグラフィ

### キャラクターソング
| 発売日   | 商品名                                                                               | 歌 | 楽曲 | 備考                                                                         |
| 2013年   | 2013年                                                                               | 2013年 | 2013年 | 2013年                                                                       |
| -------- | ------------------------------------------------------------------------------------ | --- | --- | ---------------------------------------------------------------------------- |
| 1月25日  | 割れたリンゴ/雪に咲く花                                                              | 渡辺早季（種田梨沙） | 「割れたリンゴ」 | テレビアニメ『新世界より』エンディングテーマ                                 |
| 4月17日  | せーのっ！                                                                           | 情報処理部 | 「せーのっ！」 | テレビアニメ『ゆゆ式』オープニングテーマ                                     |
| 4月17日  | せーのっ！                                                                           | 情報処理部 | 「セツナイロ」 | テレビアニメ『ゆゆ式』イメージソング                                         |
| 4月24日  | THE IDOLM@STER LIVE THE@TER PERFORMANCE 01 Thank You!                                | 765 MILLIONSTARS | 「Thank You!」 | ゲーム『アイドルマスター ミリオンライブ！』テーマソング                      |
| 4月24日  | THE IDOLM@STER LIVE THE@TER PERFORMANCE 01 Thank You!                                | 765THEATER ALLSTARS | 「Thank You!」 | ゲーム『アイドルマスター ミリオンライブ！』テーマソング                      |
| 7月17日  | ゆゆ式 キャラクターソングアルバム いちげんめ！                                       | 情報処理部 | 「ミラクルファンシー」 「なんつってっつちゃった」 | テレビアニメ『ゆゆ式』関連曲                                                 |
| 7月17日  | ゆゆ式 キャラクターソングアルバム いちげんめ！                                       | 日向縁（種田梨沙） | 「ゆるぶらっといこう」 | テレビアニメ『ゆゆ式』関連曲                                                 |
| 7月24日  | Jumping!!/Your Voice                                                                 | Rhodanthe* | 「Jumping!!」 | テレビアニメ『きんいろモザイク』オープニングテーマ                           |
| 7月24日  | Jumping!!/Your Voice                                                                 | Rhodanthe* | 「Your Voice」 | テレビアニメ『きんいろモザイク』エンディングテーマ                           |
| 7月31日  | THE IDOLM@STER LIVE THE@TER PERFORMANCE 04                                           | 田中琴葉（種田梨沙） | 「朝焼けのクレッシェンド」 | ゲーム『アイドルマスター ミリオンライブ！』関連曲                            |
| 7月31日  | THE IDOLM@STER LIVE THE@TER PERFORMANCE 04                                           | 如月千早（今井麻美）、北沢志保（雨宮天）、田中琴葉（種田梨沙）、所恵美（藤井ゆきよ） | 「Blue Symphony」 | ゲーム『アイドルマスター ミリオンライブ！』関連曲                            |
| 8月21日  | きんいろモザイク サウンドブック はじめまして よろしくね。                            | Rhodanthe* | 「さつきいろハルジオン」 | テレビアニメ『きんいろモザイク』関連曲                                       |
| 8月21日  | ロウきゅーぶ！SS Character Songs 慧心学園初等部女子ミニバスケットボール部5年生チーム | 慧心学園初等部女子ミニバスケットボール部5年生チーム | 「下級生Groove!」 「どきどきすること」 「チョーゼツよくできました◎」 | テレビアニメ『ロウきゅーぶ！SS』関連曲                                       |
| 8月28日  | ハイスクールD×D NEW エンディングキャラソンアルバム！                                 | オカルト研究部ガールズ | 「らぶりぃ♥でびる」 | テレビアニメ『ハイスクールD×D NEW 停止教室のヴァンパイア』エンディングテーマ |
| 8月28日  | ハイスクールD×D NEW エンディングキャラソンアルバム！                                 | ゼノヴィア（種田梨沙） | 「祈りは剣、変わらぬは誓い」 | テレビアニメ『ハイスクールD×D NEW』関連曲                                    |
| 10月9日  | きんいろモザイク サウンドブック いつまでも一緒だよ。                                 | 大宮忍（西明日香）、小路綾（種田梨沙） | 「ひまわりいろサマーデイズ」 | テレビアニメ『きんいろモザイク』関連曲                                       |
| 10月9日  | きんいろモザイク サウンドブック いつまでも一緒だよ。                                 | 小路綾（種田梨沙）、猪熊陽子（内山夕実） | 「なぎさいろハイビスカス」 | テレビアニメ『きんいろモザイク』関連曲                                       |
| 10月9日  | きんいろモザイク サウンドブック いつまでも一緒だよ。                                 | Rhodanthe* | 「さくらいろチェリッシュ」 | テレビアニメ『きんいろモザイク』関連曲                                       |
| 11月27日 | きんいろモザイク BD・DVD第3巻特典CD                                                  | 小路綾（種田梨沙） | 「夕焼けいろコスモス」 | テレビアニメ『きんいろモザイク』関連曲                                       |
| 11月27日 | 境界の彼方 キャラクターソング Vol.1 栗山未来×名瀬美月                                | 栗山未来（種田梨沙） | 「Displeasing Diary」 | テレビアニメ『境界の彼方』関連曲                                             |
| 11月27日 | 境界の彼方 キャラクターソング Vol.1 栗山未来×名瀬美月                                | 栗山未来（種田梨沙）、名瀬美月（茅原実里） | 「Ordinary Girl's Talk!」 | テレビアニメ『境界の彼方』関連曲                                             |
| 2014年   |                                                                                      | | |                                                                              |
| 1月8日   | 境界の彼方 オリジナルサウンドトラック                                                | 妖夢討伐隊 | 「約束の絆」 | テレビアニメ『境界の彼方』挿入歌                                             |
| 1月8日   | 境界の彼方 オリジナルサウンドトラック                                                | 新堂愛と陪審員ダンサーズ | 「Judgmentじゃ！」 | Webアニメ『迷いながらも君を裁く民』挿入歌                                    |
| 2月26日  | ストライク・ザ・ブラッド BD・DVD第2巻特典CD                                          | 姫柊雪菜（種田梨沙） | 「Scarlet Flower」 | テレビアニメ『ストライク・ザ・ブラッド』関連曲                               |
| 2月26日  | ロウきゅーぶ！SS BD・DVD第6巻特典CD                                                  | 藤井雅美（種田梨沙） | 「友情ANTI!」 | テレビアニメ『ロウきゅーぶ！SS』関連曲                                       |
| 2月26日  | きんいろモザイク BD・DVD第6巻特典CD                                                  | 大宮忍（西明日香）、アリス・カータレット（田中真奈美）、小路綾（種田梨沙）、猪熊陽子（内山夕実）、九条カレン（東山奈央） | 「ぎんいろスノウドロップ」 | テレビアニメ『きんいろモザイク』関連曲                                       |
| 4月23日  | 極黒のブリュンヒルデ オリジナル・サウンドトラック                                    | 黒羽寧子（種田梨沙）、橘佳奈（洲崎綾）、カズミ・シュリーレンツァウアー（M・A・O）、鷹鳥小鳥（田所あずさ） | 「いちばん星」 | テレビアニメ『極黒のブリュンヒルデ』エンディングテーマ                       |
| 4月23日  | 極黒のブリュンヒルデ オリジナル・サウンドトラック                                    | 黒羽寧子（種田梨沙）、橘佳奈（洲崎綾）、カズミ・シュリーレンツァウアー（M・A・O）、鷹鳥小鳥（田所あずさ） | 「あのままの幸せ」 | テレビアニメ『極黒のブリュンヒルデ』関連曲                                   |
| 5月28日  | Daydream café                                                                        | Petit Rabbit's | 「Daydream café」 | テレビアニメ『ご注文はうさぎですか？』オープニングテーマ                     |
| 5月28日  | Daydream café                                                                        | Petit Rabbit's | 「日常デコレーション」 | テレビアニメ『ご注文はうさぎですか？』エンディングテーマ                     |
| 6月20日  | ご注文はうさぎですか？ キャラクターソング2                                           | ココア（佐倉綾音）、リゼ（種田梨沙） | 「Rabbit Hole」 | テレビアニメ『ご注文はうさぎですか？』関連曲                                 |
| 6月20日  | ご注文はうさぎですか？ キャラクターソング2                                           | リゼ（種田梨沙） | 「Love & Gun」 | テレビアニメ『ご注文はうさぎですか？』関連曲                                 |
| 7月24日  | ご注文はうさぎですか？ キャラクターソング4                                           | リゼ（種田梨沙）、シャロ（内田真礼） | 「Eを探す日常」 | テレビアニメ『ご注文はうさぎですか？』関連曲                                 |
| 7月24日  | ご注文はうさぎですか？ キャラクターソング4                                           | リゼ（種田梨沙） | 「夢見るアプレミディ」 | テレビアニメ『ご注文はうさぎですか？』関連曲                                 |
| 7月30日  | 極黒のブリュンヒルデ BD・DVD-BOX第1巻特典CD                                          | 黒羽寧子（種田梨沙） | 「いちばん星」 「颯爽登場！寧子さん」 「気にしない歌」 | テレビアニメ『極黒のブリュンヒルデ』関連曲                                   |
| 8月27日  | ご注文はうさぎですか？ キャラクターソングアルバム                                    | Petit Rabbit's | 「一匙のお姫さま物語」 | テレビアニメ『ご注文はうさぎですか？』関連曲                                 |
| 8月27日  | ご注文はうさぎですか？ キャラクターソングアルバム                                    | チノ（水瀬いのり）、リゼ（種田梨沙）、シャロ（内田真礼） | 「VSマイペース？」 | テレビアニメ『ご注文はうさぎですか？』関連曲                                 |
| 8月27日  | ご注文はうさぎですか？ BD・DVD第3巻特典CD                                            | リゼ（種田梨沙） | 「Daydream café」 | テレビアニメ『ご注文はうさぎですか？』関連曲                                 |
| 10月29日 | グラスリップ キャラクターソングアルバム 歌声の欠片                                   | 永宮幸（種田梨沙） | 「君へとRefrain」 | テレビアニメ『グラスリップ』関連曲                                           |
| 11月19日 | OVERLAPPERS                                                                          | Qverktett:\| | 「OVERLAPPERS」 | テレビアニメ『異能バトルは日常系のなかで』オープニングテーマ                 |
| 11月26日 | THE IDOLM@STER LIVE THE@TER HARMONY 06                                               | 灼熱少女 | 「ジレるハートに火をつけて」 「Welcome!!」 | ゲーム『アイドルマスター ミリオンライブ！』関連曲                            |
| 11月26日 | THE IDOLM@STER LIVE THE@TER HARMONY 06                                               | 田中琴葉（種田梨沙） | 「ホントウノワタシ」 | ゲーム『アイドルマスター ミリオンライブ！』関連曲                            |
| 2015年   |                                                                                      | | |                                                                              |
| 1月21日  | ローリング☆ガールズ 主題歌集 人にやさしく                                            | THE ROLLING GIRLS | 「月の爆撃機」 「人にやさしく」 「1000のバイオリン」 | テレビアニメ『ローリング☆ガールズ』主題歌                                    |
| 2月4日   | ハロー!!きんいろモザイク キャラクターCD Music Palette 2 綾*陽子                      | 小路綾（種田梨沙） | 「こいいろアイリス」 | テレビアニメ『ハロー!!きんいろモザイク』関連曲                               |
| 2月4日   | 魔法少女オーバーエイジ -kawaii songs collection-                                     | 島津くれな（種田梨沙） | 「異世界ノットパンピー」 | 『魔法少女OverAge』関連曲                                                    |
| 2月25日  | 四月は君の嘘 BD・DVD第1巻特典CD                                                      | 宮園かをり（種田梨沙） | 「My Truth〜ロンド・カプリチオーソ」 | テレビアニメ『四月は君の嘘』関連曲                                           |
| 2月27日  | 異能バトルは日常系のなかで BD第3巻特典CD                                             | 安藤寿来（岡本信彦）、高梨彩弓（種田梨沙） | 「Nobody knows,Oh yeah! -始原」 | テレビアニメ『異能バトルは日常系のなかで』関連曲                             |
| 3月4日   | ゆゆ式「さんげんめ！」                                                               | 日向縁（種田梨沙） | 「Sunshine*Plave」 「ゆるぶらっといこう feat. 乙P」 「せーのっ！」 | テレビアニメ『ゆゆ式』関連曲                                                 |
| 4月1日   | ローリング☆ガールズ ソング集 英雄にあこがれて                                        | THE ROLLING GIRLS | 「TRAIN-TRAIN」 「終わらない歌」 「英雄にあこがれて」 「夕暮れ」 | テレビアニメ『ローリング☆ガールズ』挿入歌                                    |
| 4月29日  | 夢色パレード/My Best Friends                                                         | Rhodanthe* | 「夢色パレード」 | テレビアニメ『ハロー!!きんいろモザイク』オープニングテーマ                   |
| 4月29日  | 夢色パレード/My Best Friends                                                         | Rhodanthe* | 「My Best Friends」 | テレビアニメ『ハロー!!きんいろモザイク』エンディングテーマ                   |
| 5月20日  | ローリング☆ガールズ BD・DVD第3巻 きゃにめ.jp特典ミュージックカード                   | 響逢衣（種田梨沙） | 「月の爆撃機」 | テレビアニメ『ローリング☆ガールズ』関連曲                                    |
| 6月17日  | ハロー!!きんいろモザイク サウンドブック また、会えたね。                             | Rhodanthe* | 「きらめきいろサマーレインボー」 | テレビアニメ『ハロー!!きんいろモザイク』オープニングテーマ                   |
| 7月1日   | 宝箱のジェットコースター                                                             | Petit Rabbit's | 「宝箱のジェットコースター」 | テレビアニメ『ご注文はうさぎですか？』関連曲                                 |
| 7月22日  | 食戟のソーマ キャラクターソングシリーズ Side Girls 1 薙切えりな                      | 薙切えりな（種田梨沙） | 「la fleur noble」 「百皿繚乱☆献立バトル〜starring 薙切えりな〜」 | テレビアニメ『食戟のソーマ』関連曲                                           |
| 7月29日  | ハートぷるぷる事件です                                                               | 振り回され隊 | 「ハートぷるぷる事件です」 | テレビアニメ『ご注文はうさぎですか？』関連曲                                 |
| 7月29日  | ハートぷるぷる事件です                                                               | リゼ（種田梨沙） | 「ミカヅキドロップ」 | テレビアニメ『ご注文はうさぎですか？』関連曲                                 |
| 8月2日   | ローリング☆ガールズ ソング集Ⅱ STONES                                                 | THE ROLLING GIRLS | 「STONES」 「シャララ」 | テレビアニメ『ローリング☆ガールズ』関連曲                                    |
| 8月2日   | ローリング☆ガールズ ソング集Ⅱ STONES                                                 | 響逢衣（種田梨沙） | 「人にやさしく」 「STONES」 | テレビアニメ『ローリング☆ガールズ』関連曲                                    |
| 8月19日  | ぷりずむコミュニケート                                                               | テュカ（金元寿子）、レレイ（東山奈央）、ロゥリィ（種田梨沙） | 「ぷりずむコミュニケート」 | テレビアニメ『GATE 自衛隊 彼の地にて、斯く戦えり』エンディングテーマ         |
| 8月19日  | ぷりずむコミュニケート ロゥリィ盤                                                    | ロゥリィ（種田梨沙） | 「Black Identity」 「ぷりずむコミュニケート」 | テレビアニメ『GATE 自衛隊 彼の地にて、斯く戦えり』関連曲                     |
| 8月26日  | ハロー!!きんいろモザイク BD・DVD第3巻特典CD                                          | 小路綾（種田梨沙） | 「なついろモーニンググローリー」 | テレビアニメ『ハロー!!きんいろモザイク』関連曲                               |
| 9月2日   | FIRST*MODE                                                                           | Rhodanthe* | 「シロツメクサの約束」 「ほしいろサザンクロス」 「にじいろアンダンテ」 | テレビアニメ『ハロー!!きんいろモザイク』関連曲                               |
| 9月2日   | FIRST*MODE                                                                           | 種田梨沙 from Rhodanthe* | 「叶えてメリーゴーラウンド」 「夢色パレード」 | テレビアニメ『ハロー!!きんいろモザイク』関連曲                               |
| 9月30日  | THE IDOLM@STER LIVE THE@TER DREAMERS 01 Dreaming!                                    | MILLION ALLSTARS | 「Welcome!!」 | ゲーム『アイドルマスター ミリオンライブ！』関連曲                            |
| 9月30日  | GATE 自衛隊 彼の地にて、斯く戦えり キャラクターソング・アルバム                      | ロゥリィ（種田梨沙） | 「漆黒のカンパネラ」 | テレビアニメ『GATE 自衛隊 彼の地にて、斯く戦えり』関連曲                     |
| 10月30日 | 空戦魔導士候補生の教官 BD・DVD第2巻特典CD                                            | ユーリ（種田梨沙） | 「違うようで同じ 同じようで違う空」 | テレビアニメ『空戦魔導士候補生の教官』関連曲                                 |
| 11月11日 | ノーポイッ！                                                                         | Petit Rabbit's | 「ノーポイッ！」 | テレビアニメ『ご注文はうさぎですか??』オープニングテーマ                     |
| 11月11日 | ノーポイッ！                                                                         | Petit Rabbit's | 「なんとなくミライ」 | テレビアニメ『ご注文はうさぎですか??』エンディングテーマ                     |
| 11月11日 | ノーポイッ！                                                                         | リゼ（種田梨沙） | 「ノーポイッ！」 | テレビアニメ『ご注文はうさぎですか??』関連曲                                 |
| 12月25日 | ご注文はうさぎですか?? BD・DVD第1巻特典CD                                            | Petit Rabbit's | 「にっこりカフェの魔法使い」 | テレビアニメ『ご注文はうさぎですか??』関連曲                                 |
| 2016年   |                                                                                      | | |                                                                              |
| 1月6日   | 夢の蕾                                                                               | THREE | 「夢の蕾」 | 劇場アニメ『ガラスの花と壊す世界』主題歌                                     |
| 1月6日   | 夢の蕾                                                                               | デュアル（種田梨沙）、ドロシー（佐倉綾音） | 「オシエテ」 | 劇場アニメ『ガラスの花と壊す世界』挿入歌                                     |
| 1月27日  | いつだってコミュニケーション                                                         | テュカ（金元寿子）、レレイ（東山奈央）、ロゥリィ（種田梨沙） | 「いつだってコミュニケーション」 | テレビアニメ『GATE 自衛隊 彼の地にて、斯く戦えり』エンディングテーマ         |
| 1月27日  | いつだってコミュニケーション ロゥリィ盤                                              | ロゥリィ（種田梨沙） | 「Lovemaker」 | テレビアニメ『GATE 自衛隊 彼の地にて、斯く戦えり』関連曲                     |
| 1月30日  | THE IDOLM@STER LIVE THE@TER SOLO COLLECTION Vo.03 Vocal Edition                      | 田中琴葉（種田梨沙） | 「Blue Symphony」 | ゲーム『アイドルマスター ミリオンライブ！』関連曲                            |
| 2月14日  | ご注文はうさぎですか?? BD・DVD第2巻特典CD                                            | リゼ（種田梨沙） | 「冷静とモフモフの国境線」 | テレビアニメ『ご注文はうさぎですか??』関連曲                                 |
| 2月17日  | ガラスの花と壊す世界 Premium Edition Blu-ray特典CD                                   | デュアル（種田梨沙） | 「Insomnia」 | 劇場アニメ『ガラスの花と壊す世界』イメージソング                             |
| 3月23日  | THE IDOLM@STER LIVE THE@TER DREAMERS 06                                              | 大神環（稲川英里）、菊地真（平田宏美）、高坂海美（上田麗奈）、島原エレナ（角元明日香）、田中琴葉（種田梨沙）、永吉昴（斉藤佑圭）、福田のり子（浜崎奈々）、双海真美（下田麻美）、星井美希（長谷川明子）、舞浜歩（戸田めぐみ）                                               | 「Dreaming!」 | ゲーム『アイドルマスター ミリオンライブ！』関連曲                            |
| 3月23日  | THE IDOLM@STER LIVE THE@TER DREAMERS 06                                              | 高坂海美（上田麗奈）、田中琴葉（種田梨沙） | 「Understand? Understand!」 | ゲーム『アイドルマスター ミリオンライブ！』関連曲                            |
| 3月30日  | うたわれるもの 偽りの仮面 オリジナルサウンドトラック                                 | クオン（種田梨沙） | 「運命-SADAME-」 | テレビアニメ『うたわれるもの 偽りの仮面』挿入歌                              |
| 5月25日  | 最弱無敗の神装機竜 Blu-ray&DVD 初回生産特典キャラクターソングCD III                  | セリスティア・ラルグリス（種田梨沙） | 「Lack of Communication」 | テレビアニメ『最弱無敗の神装機竜』関連曲                                     |
| 6月3日   | ご注文はうさぎですか?? BD・DVD第6巻特典CD                                            | ココア（佐倉綾音）、チノ（水瀬いのり）、リゼ（種田梨沙）、千夜（佐藤聡美）、シャロ（内田真礼）、マヤ（徳井青空）、メグ（村川梨衣） | 「本日は誠にラリルレイン」 | テレビアニメ『ご注文はうさぎですか??』関連曲                                 |
| 6月8日   | TVアニメ「ラクエンロジック」キャラソンアルバム「SONGS & MELODY」                     | 揺音玉姫（種田梨沙）、ヴィーナス（東山奈央） | 「愛が世界を救う♡Love is forever♡」 | テレビアニメ『ラクエンロジック』関連曲                                       |
| 8月27日  | ご注文はうさぎですか?? キャラクターソングシリーズ02 リゼ                             | リゼ（種田梨沙） | 「鏡合わせのアンビバレット」 「Dear Me」 「WELCOME【う・さ！】」 | テレビアニメ『ご注文はうさぎですか??』関連曲                                 |
| 10月26日 | ご注文はうさぎですか?? キャラクターソングシリーズ 全巻購入特典CD                     | ココア（佐倉綾音）、チノ（水瀬いのり）、リゼ（種田梨沙）、千夜（佐藤聡美）、シャロ（内田真礼）、マヤ（徳井青空）、メグ（村川梨衣）、青山ブルーマウンテン（早見沙織）、モカ（茅野愛衣）                                                                                     | 「WELCOME【う・さ！】」 | テレビアニメ『ご注文はうさぎですか??』関連曲                                 |
| 11月9日  | Happy⋆Pretty⋆Clover                                                                  | Rhodanthe* | 「Happy⋆Pretty⋆Clover」 | OVA『きんいろモザイク Pretty Days』主題歌                                    |
| 11月9日  | Happy⋆Pretty⋆Clover                                                                  | Rhodanthe* | 「Shining Star」 「Starring!!」 | OVA『きんいろモザイク Pretty Days』関連曲                                    |
| 11月23日 | 姫柊雪菜キャラクターソング・アルバム                                                 | 姫柊雪菜（種田梨沙） | 「フォーチュンナンバー0405」 | OVA『ストライク・ザ・ブラッド II』エンディングテーマ                         |
| 11月23日 | 姫柊雪菜キャラクターソング・アルバム                                                 | 姫柊雪菜（種田梨沙） | 「Stay with Moon」 「Your First Star」 「神格無音」 「フランボワーズ ラヴァーズ」 「レーゾンデートル」 「I'm in Red」 | OVA『ストライク・ザ・ブラッド II』関連曲                                     |
| 2017年   |                                                                                      | | |                                                                              |
| 2月8日   | OVA「ゆゆ式」主題歌シングル 情報処理部                                               | 情報処理部 | 「きらめきっ！の日」 | OVA『ゆゆ式』オープニングテーマ                                              |
| 2月8日   | OVA「ゆゆ式」主題歌シングル 情報処理部                                               | 情報処理部 | 「青空のつくりかた」 | OVA『ゆゆ式』エンディングテーマ                                              |
| 3月9日   | THE IDOLM@STER LIVE THE@TER SOLO COLLECTION 04 Starlight Theater                     | 田中琴葉（種田梨沙） | 「ジレるハートに火をつけて」 | ゲーム『アイドルマスター ミリオンライブ！』関連曲                            |
| 3月15日  | ロリガ・ロック・ベスト！ 〜Songs of the mob, by the mob, for the mob〜               | THE ROLLING GIRLS | 「リンダリンダ」 | テレビアニメ『ローリング☆ガールズ』関連曲                                    |
| 4月19日  | ガールフレンド（仮） キャラクターソングシリーズ Vol.04                               | 鳳 | 「君の手」 | ゲーム『ガールフレンド（仮）』関連曲                                         |
| 7月26日  | THE IDOLM@STER MILLION THE@TER GENERATION 01 Brand New Theater!                      | 765 MILLION ALLSTARS | 「Dreaming!」 | ゲーム『アイドルマスター ミリオンライブ！ シアターデイズ』関連曲             |
| 9月20日  | プリンセスコネクト！ Re:Dive PRICONNE CHARACTER SONG 01                              | ユイ（種田梨沙）、ヒヨリ（東山奈央）、レイ（早見沙織） | 「つなぐもの」 | ゲーム『プリンセスコネクト！』テーマソング                                   |
| 11月11日 | セカイがカフェになっちゃった！                                                       | Petit Rabbit's with beans | 「セカイがカフェになっちゃった！」 | OVA『ご注文はうさぎですか?? 〜Dear My Sister〜』主題歌                       |
| 11月11日 | セカイがカフェになっちゃった！                                                       | Petit Rabbit's | 「ハピネスアンコール」 | OVA『ご注文はうさぎですか?? 〜Dear My Sister〜』挿入歌                       |
| 11月22日 | ご注文はうさぎですか?? 〜Dear My Sister〜 キャラクターソング2                        | ココア（佐倉綾音）、チノ（水瀬いのり）、リゼ（種田梨沙） | 「きらめきカフェタイム」 | OVA『ご注文はうさぎですか?? 〜Dear My Sister〜』関連曲                       |
| 12月6日  | ご注文はうさぎですか?? 〜Dear My Sister〜 デュエットソングアルバム                   | リゼ（種田梨沙）、マヤ（徳井青空） | 「Sing a Song!!!!!」 | OVA『ご注文はうさぎですか?? 〜Dear My Sister〜』関連曲                       |
| 12月6日  | ご注文はうさぎですか?? 〜Dear My Sister〜 デュエットソングアルバム                   | リゼ（種田梨沙）、千夜（佐藤聡美） | 「センチメンタルボタン」 | OVA『ご注文はうさぎですか?? 〜Dear My Sister〜』関連曲                       |
| 2018年   |                                                                                      | | |                                                                              |
| 4月4日   | THE IDOLM@STER MILLION LIVE! M@STER SPARKLE 08                                       | 田中琴葉（種田梨沙） | 「シルエット」 | ゲーム『アイドルマスター ミリオンライブ！ シアターデイズ』関連曲             |
| 4月4日   | THE IDOLM@STER MILLION LIVE! M@STER SPARKLE 08                                       | 765 MILLION ALLSTARS | 「Brand New Theater!」 | ゲーム『アイドルマスター ミリオンライブ！ シアターデイズ』関連曲             |
| 5月30日  | ご注文はうさぎですか?? 〜Dear My Sister〜 BD・DVD特典キャラクターソングCD            | Petit Rabbit's | 「セカイがカフェになっちゃった！」 | OVA『ご注文はうさぎですか?? 〜Dear My Sister〜』関連曲                       |
| 5月30日  | ご注文はうさぎですか?? 〜Dear My Sister〜 BD・DVD特典キャラクターソングCD            | リゼ（種田梨沙） | 「セカイがカフェになっちゃった！」 | OVA『ご注文はうさぎですか?? 〜Dear My Sister〜』関連曲                       |
| 6月1日   | THE IDOLM@STER LIVE THE@TER SOLO COLLECTION 06 プリンセススターズ                    | 田中琴葉（種田梨沙） | 「Understand? Understand!」 | ゲーム『アイドルマスター ミリオンライブ！』関連曲                            |
| 6月23日  | 魔法使いと黒猫のウィズ 5th Anniversary Original Soundtrack                           | イスカ（種田梨沙） | 「永久の旅路」 | ゲーム『クイズRPG 魔法使いと黒猫のウィズ』関連曲                             |
| 8月29日  | THE IDOLM@STER MILLION THE@TER GENERATION 11 UNION!!                                 | 765 MILLION ALLSTARS | 「UNION!!」 「Welcome!!」 | ゲーム『アイドルマスター ミリオンライブ！ シアターデイズ』関連曲             |
| 11月21日 | ご注文はうさぎですか??キャラクターソロシリーズ08 リゼ                                | リゼ（種田梨沙） | 「0時過ぎのWonder Cocktail」 「無敵のMidnight crew」 「わーいわーいトライ！」 | テレビアニメ『ご注文はうさぎですか??』関連曲                                 |
| 11月28日 | THE IDOLM@STER THE@TER BOOST 03                                                      | 田中琴葉（種田梨沙）、周防桃子（渡部恵子）、馬場このみ（高橋未奈美）、真壁瑞希（阿部里果）、白石紬（南早紀） | 「ラスト・アクトレス」 「DIAMOND DAYS」 | ゲーム『アイドルマスター ミリオンライブ！ シアターデイズ』関連曲             |
| 11月28日 | 徒花ネクロマンシー                                                                   | フランシュシュ | 「徒花ネクロマンシー」 | テレビアニメ『ゾンビランドサガ』オープニングテーマ                           |
| 11月28日 | 徒花ネクロマンシー                                                                   | アイアンフリル | 「FANTASTIC LOVERS」 | テレビアニメ『ゾンビランドサガ』挿入歌                                       |
| 11月28日 | 光へ                                                                                 | フランシュシュ | 「光へ」 | テレビアニメ『ゾンビランドサガ』エンディングテーマ                           |
| 12月19日 | LOVE STOIC                                                                           | 姫柊雪菜（種田梨沙） | 「LOVE STOIC」 | OVA『ストライク・ザ・ブラッド III』エンディングテーマ                        |
| 12月21日 | ゾンビランドサガ BD第1巻特典CD                                                       | グリーンフェイス | 「ようこそ佐賀へ」 | テレビアニメ『ゾンビランドサガ』挿入歌                                       |
| 12月21日 | ゾンビランドサガ BD第1巻特典CD                                                       | グリーンフェイス | 「DEAD or RAP!!!」 | テレビアニメ『ゾンビランドサガ』挿入歌                                       |
| 12月21日 | ゾンビランドサガ BD第1巻特典CD                                                       | フランシュシュ | 「目覚めRETURNER」 「アツクナレ」 | テレビアニメ『ゾンビランドサガ』挿入歌                                       |
| 12月27日 | アイドルマスター ミリオンライブ！ Blooming Clover 第4巻限定版 オリジナルCD           | 田中琴葉（種田梨沙）、島原エレナ（角元明日香）、所恵美（藤井ゆきよ） | 「チェリー」 | 漫画『アイドルマスター ミリオンライブ！ Blooming Clover』関連曲              |
| 2019年   |                                                                                      | | |                                                                              |
| 2月6日   | Harmony                                                                              | Rhodanthe* | 「Harmony」 | 『きんいろモザイク』関連曲                                                   |
| 2月14日  | ご注文はうさぎですか??バースデイソングシリーズ01 リゼ                                | リゼ（種田梨沙） | 「ハピハピ♪バースデイソング」 「チョコレート・アスレチック」 「ドキドキのはじまり」 | テレビアニメ『ご注文はうさぎですか??』関連曲                                 |
| 2月22日  | ゾンビランドサガ BD第2巻特典CD                                                       | フランシュシュ | 「ドライブイン鳥」 「To my Dearest」 「特攻DANCE 〜DAWN OF THE BAD〜」 | テレビアニメ『ゾンビランドサガ』挿入歌                                       |
| 4月26日  | ゾンビランドサガ BD第3巻特典CD                                                       | フランシュシュ | 「ヨミガエレ」 「FLAGをはためかせろ！」 「目覚めRETURNER（Electric Returner）」 | テレビアニメ『ゾンビランドサガ』挿入歌                                       |
| 4月26日  | THE IDOLM@STER THE@TER SOLO COLLECTION 07 PRINCESS STARS                             | 田中琴葉（種田梨沙） | 「ラスト・アクトレス」 | ゲーム『アイドルマスター ミリオンライブ！ シアターデイズ』関連曲             |
| 5月29日  | THE IDOLM@STER MILLION THE@TER GENERATION 17 STAR ELEMENTS                           | STAR ELEMENTS | 「Episode. Tiara」 「ギブミーメタファー」 | ゲーム『アイドルマスター ミリオンライブ！ シアターデイズ』関連曲             |
| 7月24日  | THE IDOLM@STER MILLION THE@TER WAVE 01 Flyers!!!                                     | 765 MILLION ALLSTARS | 「Flyers!!!」 | ゲーム『アイドルマスター ミリオンライブ！ シアターデイズ』関連曲             |
| 8月23日  | PHANTASY STAR ONLINE 2 キャラクターソングCD〜Song Festival〜V                        | 八坂火継（種田梨沙） | 「scarlet resolve」 | ゲーム『ファンタシースターオンライン2』関連曲                                |
| 8月23日  | PHANTASY STAR ONLINE 2 キャラクターソングCD〜Song Festival〜V                        | 八坂火継（種田梨沙）、鷲宮氷莉（洲崎綾） | 「放課後スペシャリティメモリー」 | ゲーム『ファンタシースターオンライン2』関連曲                                |
| 9月26日  | しんがーそんぐぱやぽやメロディー                                                     | Petit Rabbit's with beans | 「しんがーそんぐぱやぽやメロディー」 | OVA『ご注文はうさぎですか?? 〜Sing For You〜』イメージソング                 |
| 9月26日  | しんがーそんぐぱやぽやメロディー                                                     | リゼ（種田梨沙） | 「しんがーそんぐぱやぽやメロディー」 | OVA『ご注文はうさぎですか?? 〜Sing For You〜』関連曲                         |
| 9月26日  | しんがーそんぐぱやぽやメロディー                                                     | リゼ（種田梨沙）、マヤ（徳井青空）、メグ（村川梨衣） | 「ギミ×デミぱーりないっ♪」 | OVA『ご注文はうさぎですか?? 〜Sing For You〜』関連曲                         |
| 9月26日  | ご注文はうさぎですか?? 〜Sing For You〜 BD・DVD特典 劇中歌ハイレゾ音源収録DVD-ROM    | Petit Rabbit's | 「しんがーそんぐぱやぽやメロディー」 | OVA『ご注文はうさぎですか?? 〜Sing For You〜』関連曲                         |
| 10月15日 | 日清カレーメシ ゾンビランドサガ 特別BOXセット 特典CD                                 | フランシュシュ | 「輝いて （カレーメシver.）」 | 『ゾンビランドサガ』×「日清カレーメシ」コラボ曲                              |
| 10月30日 | プリンセスコネクト！Re:Dive PRICONNE CHARACTER SONG 10                               | ユイ（種田梨沙）、ヒヨリ（東山奈央）、レイ（早見沙織） | 「TwinkleStars」 | ゲーム『プリンセスコネクト！Re:Dive』挿入歌                                  |
| 11月27日 | ゾンビランドサガ フランシュシュ The Best                                             | フランシュシュ | 「徒花ネクロマンシー（Album ver.）」 「佐賀事変」 「輝いて」 | テレビアニメ『ゾンビランドサガ』関連曲                                       |
| 12月4日  | ご注文はうさぎですか??バースデイソングシリーズ 全巻購入特典CD                        | ココア（佐倉綾音）、チノ（水瀬いのり）、リゼ（種田梨沙）、千夜（佐藤聡美）、シャロ（内田真礼）、マヤ（徳井青空）、メグ（村川梨衣）、青山ブルーマウンテン（早見沙織）、モカ（茅野愛衣）                                                                                     | 「ハピハピ♪バースデイソング」 | テレビアニメ『ご注文はうさぎですか??』関連曲                                 |
| 2020年   |                                                                                      | | |                                                                              |
| 1月29日  | ストライク・ザ・ブラッド スペシャルOVA 消えた聖槍篇 BD・DVD特典CD                    | 姫柊雪菜（種田梨沙） | 「Dear My Hero」 | OVA『ストライク・ザ・ブラッドIV』エンディングテーマ                          |
| 3月25日  | プリンセスコネクト！Re:Dive PRICONNE CHARACTER SONG 13                               | ペコリーヌ（M・A・O）、コッコロ（伊藤美来）、キャル（立花理香）、ユイ（種田梨沙）、ヒヨリ（東山奈央）、レイ（早見沙織）、シェフィ（近藤玲奈） | 「Mirage Game」 | ゲーム『プリンセスコネクト！Re:Dive』第2部メインテーマ                       |
| 4月22日  | ご注文はうさぎですか??Selection of April Fools' Day                                  | Mistral | 「ショコらびゅサバイバル♪」 | テレビアニメ『ご注文はうさぎですか??』関連曲                                 |
| 4月22日  | ご注文はうさぎですか??Selection of April Fools' Day                                  | CLOCKWORK RABBITS | 「ピポパポPeople!」 | テレビアニメ『ご注文はうさぎですか??』関連曲                                 |
| 8月26日  | THE IDOLM@STER MILLION THE@TER WAVE 10 Glow Map                                      | 765 MILLION ALLSTARS | 「Glow Map」 | ゲーム『アイドルマスター ミリオンライブ！ シアターデイズ』関連曲             |
| 9月3日   | ゾンビランドサガぴあ 特典CD                                                          | でんぱ組.inc、フランシュシュ | 「ゾンビランドDEMPA!!」 | テレビアニメ『ゾンビランドサガ』関連曲                                       |
| 9月19日  | Blend of Letters                                                                     | リゼ（種田梨沙） | 「頼れる私でいられるように」 | テレビアニメ『ご注文はうさぎですか？』関連曲                                 |
| 9月23日  | THE IDOLM@STER MILLION THE@TER WAVE 11 オペラセリア・煌輝座                          | オペラセリア・煌輝座 | 「Parade d'amour」 「星宙のVoyage」 | ゲーム『アイドルマスター ミリオンライブ！ シアターデイズ』関連曲             |
| 10月28日 | 天空カフェテリア                                                                     | Petit Rabbit's | 「天空カフェテリア」 | テレビアニメ『ご注文はうさぎですか？ BLOOM』オープニングテーマ               |
| 10月28日 | 天空カフェテリア                                                                     | Petit Rabbit's | 「ユメ＜ウツツ→ハッピータイム」 | テレビアニメ『ご注文はうさぎですか？ BLOOM』エンディングテーマ               |
| 10月28日 | 天空カフェテリア                                                                     | リゼ（種田梨沙） | 「天空カフェテリア」 | テレビアニメ『ご注文はうさぎですか？ BLOOM』関連曲                           |
| 11月11日 | ご注文はうさぎですか？ リアレンジ&カバーアルバム                                     | Petit Rabbit's | 「宝箱のジェットコースター（リアレンジ）」 「にっこりカフェの魔法使い（リアレンジ）」 「一匙のお姫さま物語（リアレンジ）」 「なんとなくミライ（リアレンジ）」 | テレビアニメ『ご注文はうさぎですか？』関連曲                                 |
| 11月11日 | ご注文はうさぎですか？ リアレンジ&カバーアルバム                                     | ココア（佐倉綾音）、チノ（水瀬いのり）、リゼ（種田梨沙）、千夜（佐藤聡美）、シャロ（内田真礼）、マヤ（徳井青空）、メグ（村川梨衣） | 「本日は誠にラリルレイン（リアレンジ）」 | テレビアニメ『ご注文はうさぎですか？』関連曲                                 |
| 11月11日 | ご注文はうさぎですか？ リアレンジ&カバーアルバム                                     | チノ（水瀬いのり）、リゼ（種田梨沙）、シャロ（内田真礼） | 「VSマイペース？（リアレンジ）」 | テレビアニメ『ご注文はうさぎですか？』関連曲                                 |
| 11月11日 | ご注文はうさぎですか？ リアレンジ&カバーアルバム                                     | 振り回され隊 | 「ハートぷるぷる事件です（リアレンジ）」 | テレビアニメ『ご注文はうさぎですか？』関連曲                                 |
| 11月11日 | ご注文はうさぎですか？ リアレンジ&カバーアルバム                                     | ココア（佐倉綾音）、リゼ（種田梨沙）、シャロ（内田真礼） | 「CANDY COLOR DAYS」 | テレビアニメ『ご注文はうさぎですか？』関連曲                                 |
| 11月11日 | ご注文はうさぎですか？ リアレンジ&カバーアルバム                                     | リゼ（種田梨沙）、モカ（茅野愛衣）、青山ブルーマウンテン（早見沙織） | 「ときめきLOOPにのって」 | テレビアニメ『ご注文はうさぎですか？』関連曲                                 |
| 12月16日 | ローリング☆ガールズ Blu-ray BOX 特典CD                                               | THE ROLLING GIRLS | 「夢」 | テレビアニメ『ローリング☆ガールズ』関連曲                                    |
| 12月16日 | ローリング☆ガールズ Blu-ray BOX 特典CD                                               | 響逢衣（種田梨沙） | 「夢」 「月の爆撃機」 | テレビアニメ『ローリング☆ガールズ』関連曲                                    |
| 2021年   |                                                                                      | | |                                                                              |
| 3月      | 予感のぴんぽん聞こえたら                                                             | Petit Rabbit's | 「予感のぴんぽん聞こえたら」 | テレビアニメ『ご注文はうさぎですか？ BLOOM』関連曲                           |
| 5月19日  | 大河よ共に泣いてくれ/Nope!!!!!                                                       | フランシュシュ | 「大河よ共に泣いてくれ」 | テレビアニメ『ゾンビランドサガ リベンジ』オープニングテーマ                  |
| 5月19日  | 夢を手に、戻れる場所もない日々を/風の強い日は嫌いか？                                | フランシュシュ | 「夢を手に、戻れる場所もない日々を」 | テレビアニメ『ゾンビランドサガ リベンジ』エンディングテーマ                  |
| 5月22日  | THE IDOLM@STER LIVE THE@TER SOLO COLLECTION 08 Princess Stars                        | 田中琴葉（種田梨沙） | 「Episode. Tiara」 | ゲーム『アイドルマスター ミリオンライブ！ シアターデイズ』関連曲             |
| 6月25日  | ゾンビランドサガ リベンジ BD第1巻特典CD                                              | 小島食品工場スタッフ | 「イカの魂無駄にはしない〜小島食品工場株式会社社歌〜」 | テレビアニメ『ゾンビランドサガ リベンジ』挿入歌                              |
| 6月25日  | ゾンビランドサガ リベンジ BD第1巻特典CD                                              | フランシュシュ | 「REVENGE」 「風の強い日は嫌いか？」 「目覚めRETURNER (Electric Returner Type "R")」 | テレビアニメ『ゾンビランドサガ リベンジ』挿入歌                              |
| 6月25日  | ゾンビランドサガ リベンジ BD第1巻特典CD                                              | フランシュシュ3号（種田梨沙） | 「目覚めRETURNER」 | テレビアニメ『ゾンビランドサガ リベンジ』挿入歌                              |
| 7月28日  | THE IDOLM@STER MILLION THE@TER SEASON Harmony 4 You                                  | 765 MILLION ALLSTARS | 「Harmony 4 You」 | ゲーム『アイドルマスター ミリオンライブ！ シアターデイズ』関連曲             |
| 7月28日  | THE IDOLM@STER MILLION THE@TER SEASON Harmony 4 You                                  | プリンセススターズ | 「EVERYDAY STARS!!」 | ゲーム『アイドルマスター ミリオンライブ！ シアターデイズ』関連曲             |
| 7月30日  | ゾンビランドサガ リベンジ BD第2巻特典CD                                              | フランシュシュ | 「ぶっちゃけてフォーユー」 「光へ」 | テレビアニメ『ゾンビランドサガ リベンジ』挿入歌                              |
| 8月18日  | きんいろローダンセ                                                                   | Rhodanthe* | 「きんいろローダンセ」 | 劇場アニメ『劇場版 きんいろモザイク Thank You!!』主題歌                      |
| 8月18日  | きんいろローダンセ                                                                   | Rhodanthe* | 「Cheers」 「Thank You for Your Smile」 | 『きんいろモザイク』関連曲                                                   |
| 8月18日  | 大感謝                                                                               | Rhodanthe* | 「シロツメクサの約束 -Garland Ver.-」 「Happy★Pretty★Clover -Garland Ver.-」 「さつきいろハルジオン -Garland Ver.-」 「Jumping!! -Garland Ver.-」 「Starring -Garland Ver.-」 「にじいろアンダンテ -Garland Ver.-」 「Shining Star -Garland Ver.-」 「さくらいろチェリッシュ -Garland Ver.-」 「Your Voice -Garland Ver.-」 「夢色パレード -Garland Ver.-」 「ほしいろサザンクロス -Garland Ver.-」 「きらめきいろサマーレインボー -Garland Ver.-」 「せいしゅんいろミモザ -Garland Ver.-」 「My Best Friends -Garland Ver.-」 「ぎんいろスノウドロップ -Garland Ver.-」 | 『きんいろモザイク』関連曲                                                   |
| 8月27日  | ゾンビランドサガ リベンジ BD第3巻特典CD                                              | フランシュシュ | 「追い風トラベラーズ」 | テレビアニメ『ゾンビランドサガ リベンジ』挿入歌                              |
| 8月27日  | ゾンビランドサガ リベンジ BD第3巻特典CD                                              | フランシュシュ | 「激昂サバイブ（Complete Edition）」 | テレビアニメ『ゾンビランドサガ リベンジ』関連曲                              |
| 10月27日 | THE IDOLM@STER MILLION THE@TER SEASON BRIGHT DIAMOND                                 | 百瀬莉緒（山口立花子）、萩原雪歩（浅倉杏美）、田中琴葉（種田梨沙）、双海真美（下田麻美） | 「真夏のダイヤ☆」 | ゲーム『アイドルマスター ミリオンライブ！ シアターデイズ』関連曲             |
| 10月27日 | THE IDOLM@STER MILLION THE@TER SEASON BRIGHT DIAMOND                                 | BRIGHT DIAMOND | 「ダイヤモンド・クラリティ」 「Harmony 4 You」 | ゲーム『アイドルマスター ミリオンライブ！ シアターデイズ』関連曲             |
| 11月11日 | ご注文はうさぎですか？ 10thAnniversary主題歌リアレンジ&ハイレゾベスト                | Petit Rabbit's | 「Daydream café〜Re arranged〜」 「ノーポイッ！〜Re arranged〜」 「天空カフェテリア〜Re arranged〜」 | 『ご注文はうさぎですか？』関連曲                                             |
| 12月1日  | THE IDOLM@STER STARLIT SEASON 01                                                     | 765PRO ALLSTARS、MILLIONSTARS | 「Thank you!」 | ゲーム『アイドルマスター スターリットシーズン』関連曲                        |
| 2022年   |                                                                                      | | |                                                                              |
| 1月19日  | THE IDOLM@STER STARLIT SEASON 02                                                     | 765PRO ALLSTARS、CINDERELLA GIRLS、MILLIONSTARS | 「Brand New Theater!」 | ゲーム『アイドルマスター スターリットシーズン』関連曲                        |
| 2月12日  | THE IDOLM@STER LIVE THE@TER SOLO COLLECTION 09 Princess Stars                        | 田中琴葉（種田梨沙） | 「ギブミーメタファー」 | ゲーム『アイドルマスター ミリオンライブ！ シアターデイズ』関連曲             |
| 3月2日   | THE IDOLM@STER STARLIT SEASON 03                                                     | 765PRO ALLSTARS、MILLIONSTARS | 「UNION!!」 | ゲーム『アイドルマスター スターリットシーズン』関連曲                        |
| 4月13日  | THE IDOLM@STER STARLIT SEASON 04                                                     | 天海春香（中村繪里子）、水瀬伊織（釘宮理恵）、菊地真（平田宏美）、我那覇響（沼倉愛美）、安部菜々（三宅麻理恵）、双葉杏（五十嵐裕美）、春日未来（山崎はるか）、田中琴葉（種田梨沙）、大崎甘奈（黒木ほの香）、大崎甜花（前川涼子）、奥空心白（田中あいみ）、詩花（高橋李依） | 「KAWAII ウォーズ」 | ゲーム『アイドルマスター スターリットシーズン』関連曲                        |
| 4月13日  | THE IDOLM@STER STARLIT SEASON 04                                                     | Project LUMINOUS、DIAMANT | 「GR＠TITUDE」 | ゲーム『アイドルマスター スターリットシーズン』関連曲                        |
| 5月8日   | Smiling Bouquet                                                                      | Rhodanthe* | 「Smiling Bouquet」 | テレビアニメ『きんいろモザイク』関連曲                                       |
| 7月27日  | THE IDOLM@STER MILLION THE@TER SEASON 夢にかけるRainbow                              | 765 MILLION ALLSTARS | 「夢にかけるRainbow」 | ゲーム『アイドルマスター ミリオンライブ！ シアターデイズ』関連曲             |
| 7月27日  | THE IDOLM@STER MILLION THE@TER SEASON 夢にかけるRainbow                              | プリンセススターズ | 「夢にかけるRainbow」 | ゲーム『アイドルマスター ミリオンライブ！ シアターデイズ』関連曲             |
| 9月28日  | ゾンビランドサガ リベンジ フランシュシュ The Best Revenge                            | フランシュシュ | 「We are Fran Chou Chou!」 「Beginning」 「冒険ズンドコドン！」 | テレビアニメ『ゾンビランドサガ リベンジ』関連曲                              |
| 9月28日  | プリンセスコネクト！Re:Dive PRICONNE CHARACTER SONG 29                               | ユイ（種田梨沙）、ヒヨリ（東山奈央）、レイ（早見沙織） | 「Secret Star」 | ゲーム『プリンセスコネクト！Re:Dive』挿入歌                                  |
| 9月28日  | プリンセスコネクト！Re:Dive PRICONNE CHARACTER SONG 29                               | ユイ（種田梨沙） | 「Secret Star」 | ゲーム『プリンセスコネクト！Re:Dive』関連曲                                  |
| 11月30日 | THE IDOLM@STER MILLION LIVE! M@STER SPARKLE2 10                                      | 田中琴葉（種田梨沙） | 「Sing a Wing Song」 | ゲーム『アイドルマスター ミリオンライブ！ シアターデイズ』関連曲             |
| 12月14日 | THE IDOLM@STER MILLION THE@TER VARIETY 02                                            | 765 MILLION ALLSTARS | 「Brand New Theater! 〜Brand New Year Ver.〜」 | ゲーム『アイドルマスター ミリオンライブ！ シアターデイズ』関連曲             |
| 2023年   |                                                                                      | | |                                                                              |
| 1月14日  | THE IDOLM@STER LIVE THE@TER SOLO COLLECTION 11 Princess Stars                        | 田中琴葉（種田梨沙） | 「真夏のダイヤ☆」 | ゲーム『アイドルマスター ミリオンライブ！ シアターデイズ』関連曲             |
| 2月22日  | THE IDOLM@STER MILLION THE@TER SEASON FINAL                                          | 田中琴葉（種田梨沙）、ロコ（中村温姫）、周防桃子（渡部恵子）、二階堂千鶴（野村香菜子）、宮尾美也（桐谷蝶々） | 「サウンド・オブ・ビギニング」 | ゲーム『アイドルマスター ミリオンライブ！ シアターデイズ』関連曲             |
| 3月23日  | THE IDOLM@STER 765 MILLION ALLSTARS BEST                                             | 765 MILLION ALLSTARS | 「Thank You!（765 MILLION ALLSTARS ver.）」 「夢にかけるRainbow（Brand New Ver.）」 「Crossing!」 | ゲーム『アイドルマスター ミリオンライブ！ シアターデイズ』関連曲             |
| 3月23日  | THE IDOLM@STER LIVE THE@TER BEST                                                     | スコーピオ | 「リフレインキス（Brand New Ver.）」 | ゲーム『アイドルマスター ミリオンライブ！ シアターデイズ』関連曲             |
| 3月23日  | THE IDOLM@STER LIVE THE@TER BEST                                                     | Starlight Melody | 「Starry Melody（Brand New Ver.）」 | ゲーム『アイドルマスター ミリオンライブ！ シアターデイズ』関連曲             |
| 4月22日  | THE IDOLM@STER LIVE THE@TER SOLO COLLECTION 12 Princess Stars                        | 田中琴葉（種田梨沙） | 「ダイヤモンド・クラリティ」 | ゲーム『アイドルマスター ミリオンライブ！ シアターデイズ』関連曲             |
| 7月26日  | THE IDOLM@STER MILLION LIVE! グッドサイン                                            | 765 MILLION ALLSTARS | 「グッドサイン」 | ゲーム『アイドルマスター ミリオンライブ！ シアターデイズ』関連曲             |
| 7月26日  | THE IDOLM@STER MILLION LIVE! グッドサイン                                            | プリンセススターズ | 「グッドサイン」 | ゲーム『アイドルマスター ミリオンライブ！ シアターデイズ』関連曲             |
| 7月      | ワンダー・ファニー・ハーモニー                                                       | サクラコ（加隈亜衣）、ヒナタ（日高里菜）、マリー（小澤亜李）、ウイ（後藤沙緒里）、シミコ（富田美憂）、ヒフミ（本渡楓）、アズサ（種田梨沙）、ハナコ（豊田萌絵）、コハル（赤尾ひかる）、ミカ（東山奈央）、ツルギ（小林ゆう）、イチカ（鷲見友美ジェナ）                       | 「ワンダー・ファニー・ハーモニー」 | Webアニメ『ブルーアーカイブ 2.5周年記念ショートアニメーション』主題歌        |
| 8月23日  | THE IDOLM@STER MILLION ANIMATION THE@TER『Rat A Tat!!!』                             | MILLIONSTARS | 「Rat A Tat!!!」 | テレビアニメ『アイドルマスター ミリオンライブ！』オープニングテーマ          |
| 8月23日  | THE IDOLM@STER MILLION ANIMATION THE@TER『Rat A Tat!!!』                             | MILLIONSTARS | 「セブンカウント」 | テレビアニメ『アイドルマスター ミリオンライブ！』イメージソング              |
| 10月25日 | THE IDOLM@STER MILLION ANIMATION THE@TER MILLIONSTARS Team3rd『オレンジノキオク』    | MILLIONSTARS Team3rd | 「オレンジノキオク」 | テレビアニメ『アイドルマスター ミリオンライブ！』挿入歌                      |
| 2024年   |                                                                                      | | |                                                                              |
| 2月21日  | THE IDOLM@STER MILLION ANIMATION THE@TER START THE DREAM                             | MILLIONSTARS | 「REFRAIN REL@TION」 「Brand New Theater!」 | テレビアニメ『アイドルマスター ミリオンライブ！』挿入歌                      |
| 2月21日  | THE IDOLM@STER MILLION ANIMATION THE@TER START THE DREAM                             | MILLIONSTARS | 「Thank You!（Acoustic ver.）」 | テレビアニメ『アイドルマスター ミリオンライブ！』挿入歌                      |
| 2月23日  | アイドルマスター ミリオンライブ！ BD 特装版第2巻 特典CD                              | MILLIONSTARS Team3rd | 「Rat A Tat!!!」 | テレビアニメ『アイドルマスター ミリオンライブ！』関連曲                      |
| 2月24日  | THE IDOLM@STER LIVE THE@TER SOLO COLLECTION 「REFRAIN REL@TION」 Princess Stars      | 田中琴葉（種田梨沙） | 「REFRAIN REL@TION」 | テレビアニメ『アイドルマスター ミリオンライブ！』関連曲                      |
| 3月27日  | THE IDOLM@STER MILLION C@STING 03 ミステイク・マーダー！                             | 田中琴葉（種田梨沙）、豊川風花（末柄里恵）、春日未来（山崎はるか）、北沢志保（雨宮天）、七尾百合子（伊藤美来） | 「ミステイク・マーダー！」 | ゲーム『アイドルマスター ミリオンライブ！ シアターデイズ』関連曲             |
| 4月21日  | ブルーアーカイブ 青春あんさんぶる Vol.5「補習授業部」                                | 補習授業部 | 「手つなぎハッピーエンド」 | ゲーム『ブルーアーカイブ -Blue Archive-』関連曲                              |
| 5月29日  | プリンセスコネクト！Re:Dive PRICONNE CHARACTER SONG 39                               | エリス（桑島法子）、ユイ（種田梨沙） | 「Prayer」 | ゲーム『プリンセスコネクト！Re:Dive』挿入歌                                  |
| 5月29日  | プリンセスコネクト！Re:Dive PRICONNE CHARACTER SONG 39                               | ユイ（種田梨沙） | 「Prayer」 | ゲーム『プリンセスコネクト！Re:Dive』関連曲                                  |
| 7⽉31⽇  | THE IDOLM@STER MILLION LIVE! 7Days A Week!!                                          | 765 MILLION ALLSTARS | 「7Days A Week!!」 「DIAMOND DAYS」 | ゲーム『アイドルマスター ミリオンライブ！ シアターデイズ』関連曲             |
| 7⽉31⽇  | THE IDOLM@STER MILLION LIVE! 7Days A Week!!                                          | 田中琴葉（種田梨沙）、豊川風花（末柄里恵）、春日未来（山崎はるか）、北沢志保（雨宮天）、七尾百合子（伊藤美来） | 「DIAMOND DAYS」 | ゲーム『アイドルマスター ミリオンライブ！ シアターデイズ』関連曲             |
| 7⽉31⽇  | THE IDOLM@STER LIVE THE@TER SOLO COLLECTION 「DIAMOND DAYS」 PRINCESS STARS          | 田中琴葉（種田梨沙） | 「DIAMOND DAYS」 | ゲーム『アイドルマスター ミリオンライブ！ シアターデイズ』関連曲             |
| 10月30日 | THE IDOLM@STER MILLION MOVEMENT OF STARDOM ROAD 04 推しってほんと                    | 所恵美（藤井ゆきよ）、島原エレナ（角元明日香）、佐竹美奈子（大関英里）、田中琴葉（種田梨沙）、矢吹可奈（木戸衣吹） | 「推しってほんと」 | ゲーム『アイドルマスター ミリオンライブ！ シアターデイズ』関連曲             |
| 2025年   |                                                                                      | | |                                                                              |
| 1月13日  | アークナイツ 5周年記念楽曲集                                                         | エイヤフィヤトラ（種田梨沙） | 「焦がれるひととき」 | ゲーム『アークナイツ』関連曲                                                 |
| 1月13日  | アークナイツ 5周年記念楽曲集                                                         | テキーラ（島﨑信長）、エイヤフィヤトラ（種田梨沙）、パゼオンカ（安済知佳）、W（竹達彩奈） | 「Faraway Holiday」 | ゲーム『アークナイツ』関連曲                                                 |

### その他参加楽曲
| 発売日         | 商品名                                              | 歌       | 楽曲                                                                 | 備考                                                   |
| -------------- | --------------------------------------------------- | -------- | -------------------------------------------------------------------- | ------------------------------------------------------ |
| 2015年11月26日 | ハローラフストーリー                                | Garbelia | 「ハローラフストーリー」 「サンキューグッナイ」 「ピースオブライフ」 | Webラジオ『夕実&梨沙の東京ラフストーリー』テーマソング |
| 2024年10月30日 | Webラジオ Salon de Tanedaへようこそ♪ テーマソングCD | 種田梨沙 | 「Teatime Magic」 「デセール・ストーリー」                           | Webラジオ『Salon de Tanedaへようこそ♪』テーマソング    |